# Лаб-им-Вальде
Лаб-им-Вальде (нем. Laab im Walde) — коммуна в Австрии, в федеральной земле Нижняя Австрия. Входит в состав округа Мёдлинг. Население составляет 1111 человек (на 1 января 2020 года). Занимает площадь 7,15 км².

## География
Самая северная коммуна в округе Мёдлинг, непосредственно на границе с округом Санкт-Пёльтен и Веной. Северо-восточная часть огорожена и входит в состав Лайнцер Тиргартена.
Состоит из единственной кадастровой общины, с единственным посёлком — Лаб-им-Вальде. На западе расположены несколько домов деревушки Роппенсберг (Roppensberg), относящейся к соседней коммуне Вольфсграбен.
Высшая точка — гора Лаберштайгберг (Laabersteigberg), 530 м, на северной границе с Пуркерсдорфом. Наименьшая высота на юге — около 290 м, — в месте, где ручей Laaber Bach выходит в Брайтенфурт-бай-Вин.

## Достопримечательности
- Приходская церковь Лаб-им-Вальде[нем.], посвященная Святому Коломану
- Монастырь Дочерей милосердия
- Лайнцер Тиргартен: большей частью расположен в Вене, но небольшая часть и один вход относятся к Лаб-им-Вальде
- Три небольших акведука второго венского горного водовода; один из них находится посреди жилой застройки